# Jasna Đuričić
Jasna Djuricic-Jankov (en serbe : Јасна Ђуричић / Jasna Đuričić), née le 16 avril 1966, est une actrice serbe.

## Filmographie

### Cinéma

#### Courts métrages
- 2003 : Dremano oko de Vladimir Perišić : Sanja
- 2012 : Something Sweet de Jelena Gavrilovic : la grand-mère
- 2015 : Umir krvi de Senad Sahmanovic : Persa
- 2016 : Tranzicija de Milica Tomovic : Ujna
- 2016 : Disquiet d'Emilija Gasic : Stamenka
- 2019 : 19 Schaffarik Street (Safarikova 19) de Lana Pavkov : Vanya
- 2023 : Stane d'Antoneta Alamat Kusijanović : Luce
- 2025 : Time of Unity de Radovan Petrovic : Ruza

#### Longs métrages
- 2004 : Memo de Milos Jovanovic
- 2009 : Autumn in my Street (Jesen u mojoj ulici) de Milos Pusic : Coba
- 2010 : White White World (Beli, beli svet) d'Oleg Novković : Ruzica
- 2013 : Circles (Krugovi) de Srdan Golubović : Danka
- 2013 : Withering (Odumiranje) de Milos Pusic : Jovanka
- 2013 : Les Femmes de Visegrad (Za one koji ne mogu da govore) de Jasmila Žbanić : Edina
- 2014 : Varvari d'Ivan Ikic : la mère de Luka
- 2015 : The Paradise Suite de Joost van Ginkel : Seka
- 2016 : Dobra zena de Mirjana Karanović : Suzana
- 2016 : Train Driver's Diary (Dnevnik masinovodje) de Milos Radovic : Sida
- 2017 : Les Hommes, ça ne pleure pas (Muskarci ne placu) d'Alen Drljevic : la serveuse
- 2018 : South Wind (Juzni vetar) de Milos Avramovic : Andjela Maras
- 2018 : You Have the Night (Ti imas noc) d'Ivan Salatic : Majka, la mère
- 2019 : Take Me Somewhere Nice d'Ena Sendijarevic : Jovana, la chanteuse du club
- 2019 : My Morning Laughter (Moj jutarnji smeh) de Marko Djordjevic : Radica
- 2020 : La Voix d'Aïda (Quo vadis, Aida ?) de Jasmila Žbanić : Aïda Selmanagic
- 2022 : Working Class Heroes (Heroji radnicke klase) de Milos Pusic : Lidija Jaksic
- 2022 : Have you seen this woman ? (Da li ste videli ovu zenu ?) de Matija Gluscevic et Dusan Zoric : Jagoda
- 2023 : Sirin de Senad Sahmanovic : la femme d'Andrija
- 2023 : Lost Country de Vladimir Perišić : Marklena, la mère de Stefan
- 2023 : Only When I Laugh (Samo kad se smijem) de Vanja Juranic : Darinka

## Distinctions
- Festival international du film de Locarno 2010 : Prix de la meilleure actrice pour Beli, beli svet
- Les Arcs Film Festival 2010 : Prix de la meilleure actrice pour Beli, beli svet
- Prix du cinéma européen 2021 : Meilleure actrice pour Quo vadis, Aida ?
- Prix CinEuphoria 2022 : Prix de la meilleure actrice internationale pour Quo vadis, Aida ?